# Paralaktické měření vzdáleností
Paralaktické měření vzdáleností je jedna z geodetických metod měření vzdáleností.

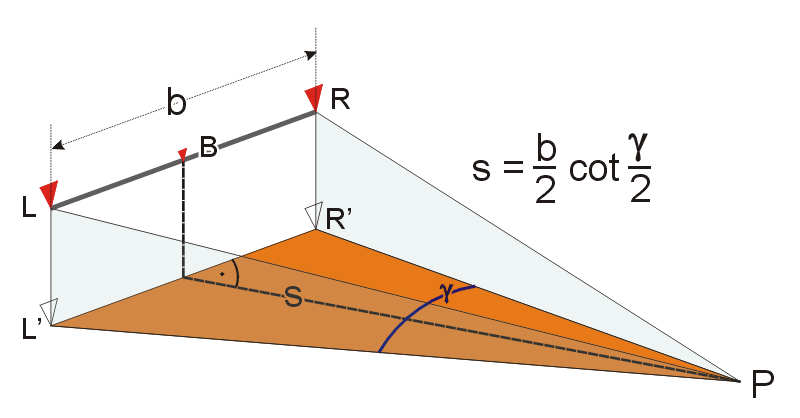
Princip paralaktického měření vzdáleností.

## Princip
Principem paralaktického měření vzdálenosti je řešení štíhlého trojúhelníku. Na jednom koncovém bodě měřené vzdálenosti (B) je umístěna lať o přesně známé délce. Na druhém koncovém bodě (P) je přesný (vteřinový) teodolit, kterým se měří vodorovný úhel {\displaystyle \gamma }.
Vodorovná vzdálenost je pak vypočtena: {\displaystyle s={\frac {b}{2}}{\mbox{cotg}}{\frac {\gamma }{2}}}.
Pokud je b=2m, pak {\displaystyle s={\mbox{cotg}}{\frac {\gamma }{2}}}.
Na podobném principu bývalo založeno i určování délky triangulačních základen.

## Základnové latě

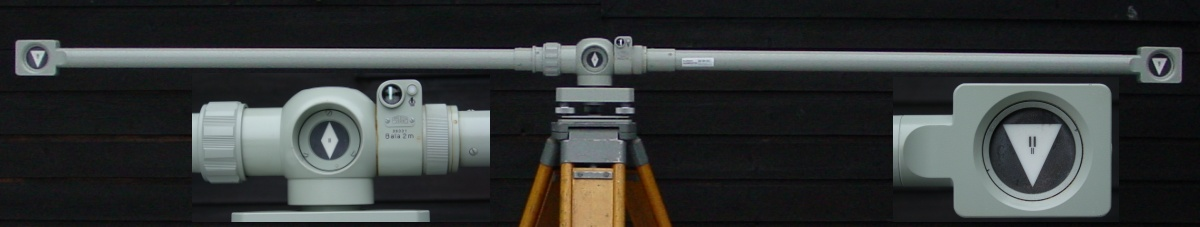
Základnová lať Carl Zeiss Jena Bala 2 m

V Československu se používaly především základnové latě VEB Carl Zeiss Jena Bala 2m v kombinaci se vteřinovým teodolitem Zeiss Theo 010 a trojpodstavcovou soupravou Zeiss (stativy, trojnožky, terče a optický dostřeďovač). Pro měření v podzemních prostorách bylo možné terče doplnit osvětlovacím zařízením. 
Základnové latě vyráběli i ostatní přední výrobci zeměměřických přáístrojů, jako Wild Heerbrugg (Wild GBL) , Kern Aarau (Kern IB - invarbasislatte) a další.

## Přesnost
Při standardním měřickém postupu byla přesnost měření závislá na měřené délce. Níže uvedené hodnoty platí pro použití vteřinového teodolitu s přesností ±3cc / 1".
| měřená délka v metrech | střední chyba v milimetrech/100m |
| ---------------------- | -------------------------------- |
| 50                     | ± 6                              |
| 100                    | ± 24                             |
| 200                    | ± 96                             |
| 300                    | ± 216                            |

Pokud byla měřená vzdálenost rozdělena na kratší úseky a byl použit zvláštní postup měření (kalibrovaná lať, oboustranné terče apod.) byla přesnost měření v milimetrech.
Metoda byla zcela vytlačena po nástupu světelných dálkoměrů.